# Prîstîne, Kreminna
Prîstîne (în ucraineană Пристине) este un sat în comuna Mîhailivka din raionul Kreminna, regiunea Luhansk, Ucraina.

## Demografie
Componența lingvistică a localității Prîstîne
     Ucraineană (85,71%)
     Rusă (14,29%)
Conform recensământului din 2001, majoritatea populației localității Prîstîne era vorbitoare de ucraineană (85,71%), existând în minoritate și vorbitori de rusă (14,29%).